# شفيق نجيب متري

اجتماع لجنة الإشراف على النشاط الثقافي والأدبي لدار المعارف بالقاهرة، من اليمين: عباس محمود العقاد، عادل الغضبان، أنطون الجميل باشا رئيس تحرير الأهرام، خليل مطران، علي الجارم، شفيق نجيب متري صاحب دار المعارف.

شفيق نجيب متري (1322- 1414 هـ / 1904- 1994 م) هو أديب وناشر لبناني، تولى إدارة دار المعارف في القاهرة خلفًا لأبيه نجيب متري مؤسس الدار عام 1890م، بعد وفاته عام 1928م. ونهض بها حتى جعلها من منارات الفكر والثقافة والتراث في العالم العربي والإسلامي.

## سيرته
يُعَد شفيق متري أحدَ الذين أسهموا في تطوير شكل حروف الطباعة العربية، إضافة إلى جهوده في مجال نشر أمهات الكتب العربية في سلاسل «ذخائر العرب»، و«تراث الإسلام»، و«اقرأ»، و«نوابغ الفكر العربي»، و«نوابغ الفكر الغربي»، و«مجلة الكتاب».
حين آلت إليه ملكية دار المعارف وإدارتها توسَّع في نشاطاتها، وانتقل بها من مقرِّها في حي المكتبات الشعبي في الفجَّالة، إلى دار جديدة شيَّدها على كورنيش النيل، واستورد مطابع حديثة، وجعل منها أكبر دار نشر في الوطن العربي.
واختار الأديبَ السوري عادل الغضبان مستشارًا ثقافيًّا ومشرفًا على إصدارات الدار. وأنشأ لجنة للإشراف على النشاط الثقافي والأدبي للدار من كبار الأدباء منهم: عباس محمود العقاد، وأنطون الجُميِّل باشا رئيس تحرير الأهرام، وخليل مطران، وعلي الجارم.

## وفاته
أصيب شفيق متري بحزن شديد بسبب تأميم مؤسسته دار المعارف في عهد جمال عبد الناصر عام 1963، وظلَّ حزينًا إلى وفاته في فرنسا عام 1414هـ/ 1994، عن 90 عامًا.

## وصلات خارجية
- مؤسسة (دار المعارف) بالقاهرة تحتفل بمرور 125 عاما على تأسيسها نسخة محفوظة 6 يوليو 2019 على موقع واي باك مشين.